# Giovanni Gallo (ator)
Giovanni Gallo (São Paulo, 27 de agosto de 1994) é um ator brasileiro. O ator se tornou conhecido pela série Pedro & Bianca, produzido pela TV Cultura entre 2012 e 2014, dando-lhe visibilidade para participar de filmes, novelas e outros programas televisivos.

## Carreira
Em 2012 foi escolhido para protagonizar o seriado Pedro & Bianca, na TV Cultura, no qual ficou até 2014 interpretando um garoto introvertido e sem muitos amigos, o qual tem que lidar com o olhar estranho das pessoas por ter uma irmã gêmea bivitelina negra, além dos problemas típicos da adolescência. Em 2014 Giovanni atuou em De Menor, filme premiado no Festival do Rio e pela Associação Paulista de Críticos de Arte. O ator foi indicado na categoria revelação do ano no Prêmio Guarani de Cinema Brasileiro. Em 2015 o jovem ator tem seu ano mais produtivo até então, Giovanni participa da novela I Love Paraisópolis, da Rede Globo, interpretando o personagem Tadeu. Também integra o elenco da série Vizinhos, exibida pelo canal pago GNT. Ainda em 2015 o ator participa de um filme dirigido por Marina Person, o drama adolescente California, sobre a juventude paulistana dos anos 80.

## Filmografia

### Televisão
| Ano     | Título                     | Personagem                 | Notas        |
| ------- | -------------------------- | -------------------------- | ------------ |
| 2012–14 | Pedro & Bianca             | Pedro Soares Araújo        |              |
| 2015    | I Love Paraisópolis        | Tadeu Rufino               |              |
| 2015    | Vizinhos                   | Rafael                     |              |
| 2017–18 | Malhação: Viva a Diferença | Douglas Nascimento (Dogão) | Temporada 25 |
| 2018    | Rio Heroes                 | Max Werneck                |              |
| 2018    | Rotas do Ódio              | Vinte e Dois               |              |
| 2019    | Ilha de Ferro              | Diógenes                   | Temporada 2  |
| 2020    | Desalma                    | Ivan Burko (jovem)         |              |

### Cinema
| Ano  | Título                 | Personagem | Notas          |
| ---- | ---------------------- | ---------- | -------------- |
| 2013 | Laio                   | Leandro    | Curta-metragem |
| 2014 | De Menor               | Caio       |                |
| 2015 | Doll and Silence       | João       | Curta-metragem |
| 2015 | Califórnia             | Xande      |                |
| 2017 | Eu Te Levo             | Cris       |                |
| 2018 | Blitz                  | Repórter   |                |
| 2018 | Esa Valsa é Minha      | Motoboy    | Curta-metragem |
| 2020 | Desaparecido           | Renan      | Curta-metragem |
| 2020 | Você Tem Olhos Tristes | —          | Curta-metragem |